# Klaus Bemmer

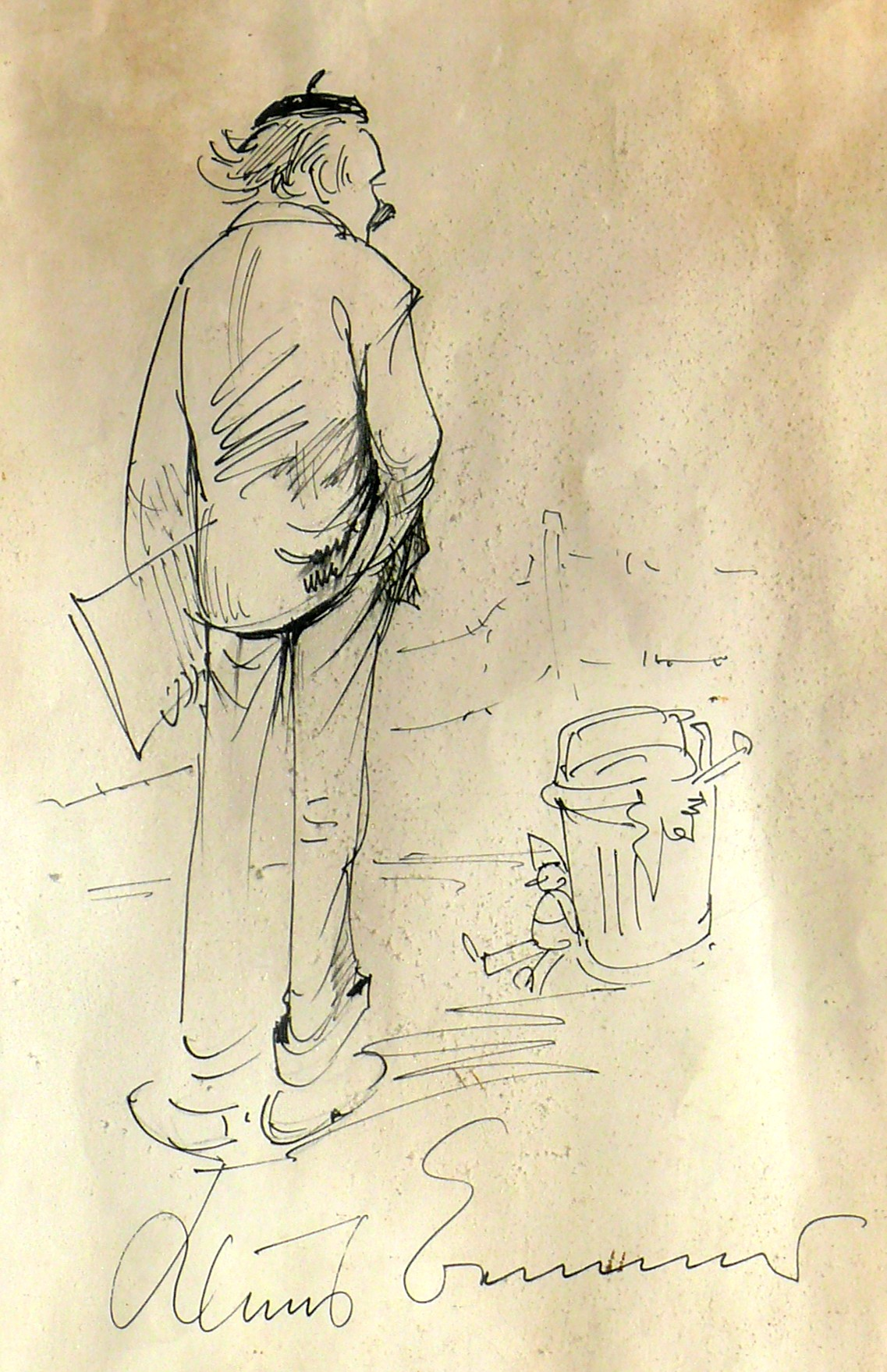
Selbstbildnis des Künstlers

Klaus Bemmer (* 15. Juli 1921 in Gaggenau; † 8. November 1979 in Lunestedt) war ein deutscher Maler, der zu den bekanntesten Künstlern der Nachkriegszeit in Bremerhaven gehörte.

## Leben
Aus dem französischen Familienzweig des Vaters sind mehrere Musiker und Maler bekannt, und auch Klaus Bemmer entwickelte früh ein bemerkenswertes Zeichentalent, das seinen Entschluss, Kunstmaler zu werden, begründete. 1937 nahm er das Studium an der Akademie der Bildenden Künste in Karlsruhe auf. Er studierte bei den Professoren Siegfried Czerny, Erwin Aichele und Josua Leander Gampp und besuchte die Meisterklasse des Naturalisten Georg Siebert.
Bemmer musste seinen Kriegsdienst bei der Marine in Frankreich, den Niederlanden, Blexen und Bremerhaven ableisten. Mit seiner Frau Anni Wöller lebte er ab 1945 in deren Elternhaus in Lehe. Dort wurden auch die beiden Söhne geboren.
Als junger Familienvater musste Bemmer den Lebensunterhalt für seine Familie auch mit Tätigkeiten neben der Malerei verdienen. Er arbeitete als Schiffsentroster, Maler und Anstreicher und übernahm Auftragsarbeiten als Porträt- und Dekorationsmaler sowie als Illustrator und Restaurator.
1968 erwarb Klaus Bemmer ein Haus in Lunestedt, am Ortsausgang nach Deelbrügge.
Bemmer verstarb am 8. November 1979 in Lunestedt und wurde anschließend auf dem Friedhof in Lunestedt-Westerbeverstedt bestattet.

## Werk
„Klaus Bemmer gehört in Bremerhaven und Umgebung zu den bekanntesten Künstlern der Nachkriegszeit und zu den wenigen, der sich vorrangig freischaffend betätigte. Seine Bilder, ob Hafenmotive, Landschaften, Genrebilder oder Ansichten der Stadt Bremerhaven, erfreuten und erfreuen sich noch großer Beliebtheit und sind weit verbreitet.“

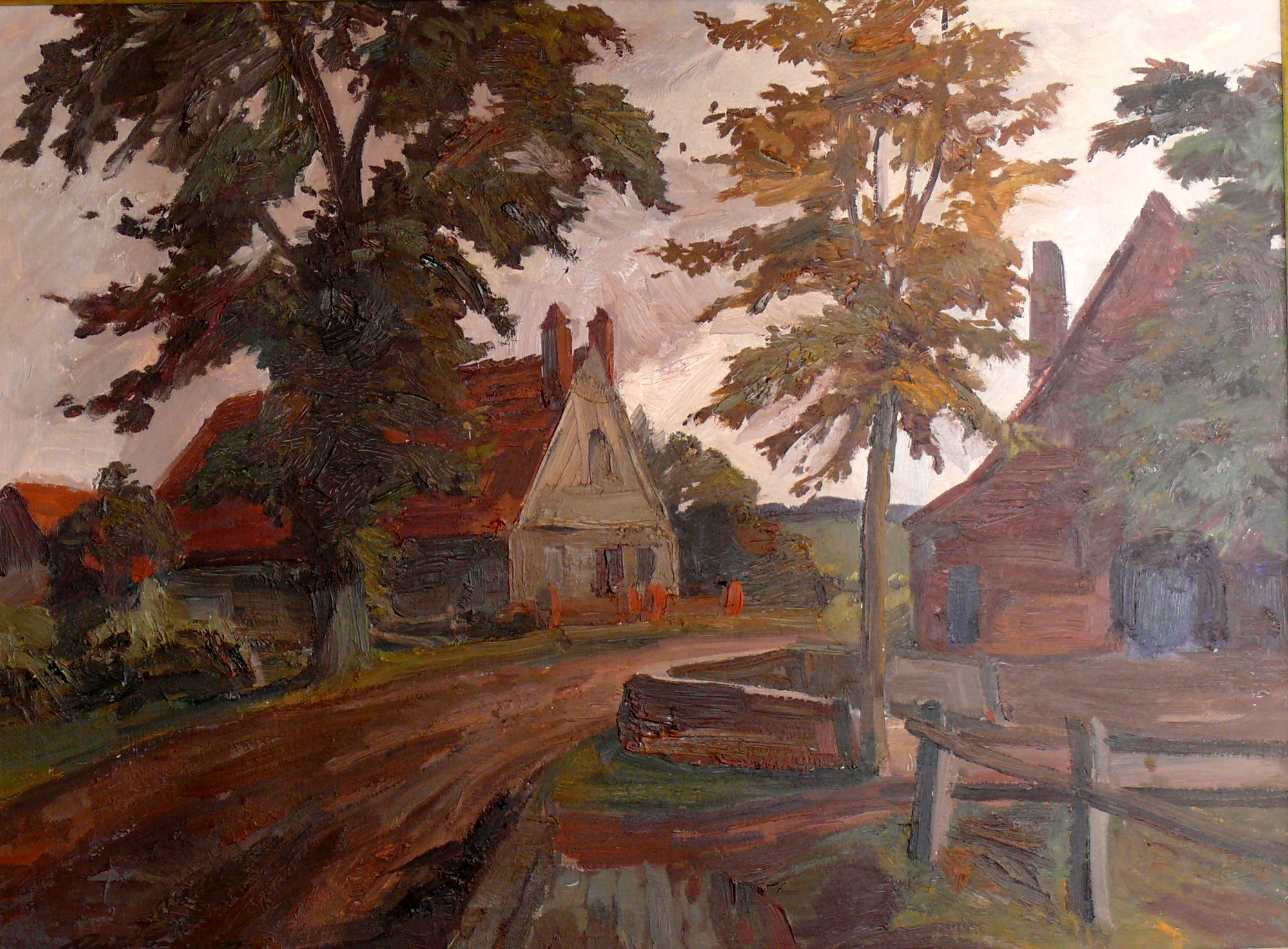
Dorfstraße
Der Ortsausgang von Lunestedt nach Hollen war ein Motiv, das Klaus Bemmer mehrfach gemalt hat

Klaus Bemmer inspirierte die Heide-, Moor- und Auenlandschaft rund um Lunestedt, die ausgedehnten Waldflächen und das Leben im Dorf. Die Motive hatten ihn schon fasziniert, als er noch in Bremerhaven wohnte und viele Motive in der Altstadt Lehes und dem Hafen malte. Aber auch von Lunestedt aus gab er in Bremerhaven regelmäßige Mal- und Zeichenkurse an der Volkshochschule. In Lunestedt unterrichtete er einige Zeit in der Grundschule, widmete sich dann aber vollständig freischaffend seinem künstlerischen Schaffen. In Lunestedt nahm er oft und gern am Dorfleben teil und war vielen Bewohnern bekannt, wenn er mit Baskenmütze, Skizzenblock und Staffelei zu Fuß, mit dem Moped oder dem Fahrrad unterwegs war. Im Zuge einer Ausstellung seiner Werke zur 1150-Jahr-Feier des Ortes Lunestedt wurde deutlich, dass viele Bauern ihn beim Malen im Ort gern wahrgenommen hatten.
In vielen öffentlichen Institutionen der Unterweser-Region sind „echte Bemmer“ zu finden. Sein Werk umfasst Öl- und Temperabilder, Tusch- und Pinselzeichnungen, Bleistift-, Kohle- und Holzstiftzeichnungen. Außerdem wurden zwei Mappen mit Pinselzeichnungen Bremerhavener Hafenmotive veröffentlicht.

„Seine Zeichnungen wirken immer leicht und locker, jeder Strich sitzt, ganz gleich, ob es um die Darstellung von Landschaft, Architektur oder Figürlichem geht.“

Grapenthin stellt die Vielseitigkeit des Künstlers heraus. Er gelte nicht als Heimatmaler, sondern als Kunstmaler mit eigenem Stil, dessen künstlerische Entwicklung weit über die Region hinaus wahrgenommen werde. Ein Beleg dafür seien Ausstellungen an vielen Orten der Bundesrepublik, in Österreich, Italien und Frankreich. Werke befinden sich im Historischen Museum Bremerhaven.